# Nearcha ursaria
Nearcha ursaria är en fjärilsart som beskrevs av Achille Guenée 1857. Nearcha ursaria ingår i släktet Nearcha och familjen mätare. Inga underarter finns listade i Catalogue of Life.